# Barinas (Venezuela)
Pour les articles homonymes, voir Barinas.
Barinas est une ville et la capitale de l'État de Barinas au Venezuela. Elle est le chef-lieu de la municipalité de Barinas et la capitale des paroisses civiles qui la constituent, Alto Barinas, Barinas, Corazón de Jesús, El Carmen, Ramón Ignacio Méndez et Rómulo Betancourt. En 2011, sa population s'élève à 353 442 habitants. Barinas possède un aéroport (code AITA : BNS).

## Histoire
Sur les ordres du capitaine Francisco de Cáceres (es), gouverneur de La Grita, le capitaine Juan Andrés Varela fonde, le 30 juin 1577, Barinas.

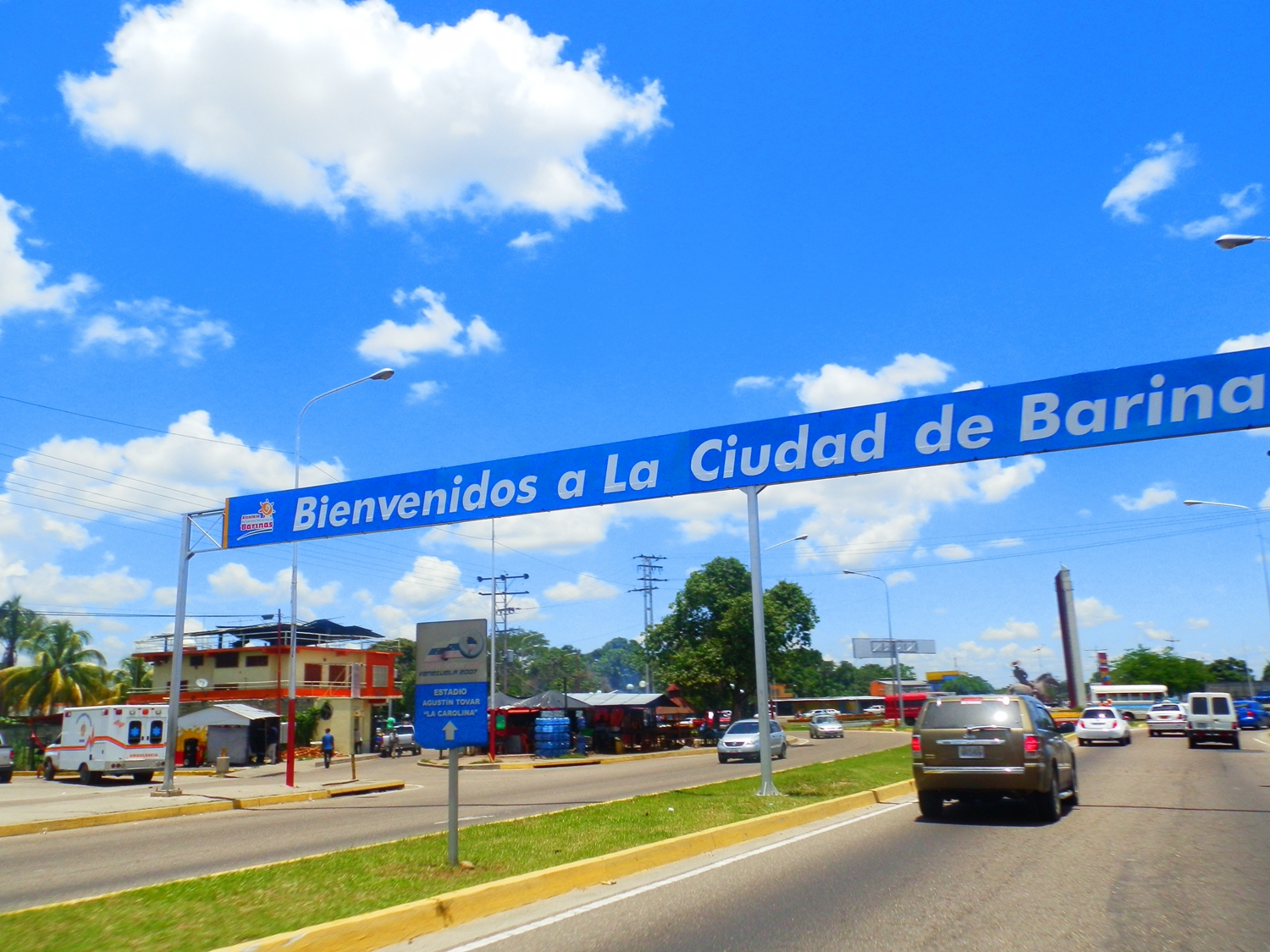